# Đorđije Ćetković
Đorđije Ćetković (cyrillique : Ђорђије Ћетковић), né le 1er mars 1983 à Titograd (Monténégro), est un footballeur international monténégrin. Il évolue  au poste de milieu offensif. C'est le neveu de l'ancien footballeur Predrag Mijatović et il est le grand frère de Marko Ćetković.

## Carrière

### En sélection nationale
Đorđije Ćetković fait ses débuts en équipe nationale du Monténégro le 1er juin 2007 contre le Japon.
3 sélections et 0 but avec le Monténégro depuis 2007.